# Gibson EB-0
El Gibson EB-0 es un bajo eléctrico que la compañía Gibson introdujo el año 1959. Era un modelo de corta escala 30½" en vez de la escala regular de 34 pulgadas. Era un bajo sólido y el primero al estilo Les Paul Special, pero que tiempo después se convirtió en SG. Tenía el cuerpo y el mástil de caoba y solo estaba disponible en el color cherry red.
El EB-0 original  fue producido entre 1959 y 1961. Se fabricaron cerca de 500, pero el año 61 el cuerpo cambió y se parecía más bien al modelo de SG.
Este modelo fue usado por Peter Hook, Frank Allen de The Searchers, Jack Bruce de Cream, Dave Schools, Jeordie White, Mike Watt, Gene Simmons y Chris Cross de Ultravox.

## Trivia
- En un episodio de FLCL el bajo de Atomsk es un Gibson EB-0 de 1961.